# Dunafalva
Dunafalva (Duits: Donaudorf) is een plaats (község) en gemeente in het Hongaarse comitaat Bács-Kiskun. Dunafalva telt 1035 inwoners (2005).